# Kevan Gosper
Kevan Gosper, född 19 december 1933 i Newcastle i New South Wales, död 19 juli 2024, var en australisk friidrottare, tävlande i kortdistanslöpning, och idrottsledare.
Gosper blev olympisk silvermedaljör på 4 x 400 meter vid sommarspelen 1956 i Melbourne.
Efter den aktiva karriären hade han tunga uppdrag inom olika idrottsförbund, bland annat som ledamot av Internationella olympiska kommittén 1977–2013.